# سیارک ۸۳۸۶
سیارک ۸۳۸۶ (به انگلیسی: 8386 Vanvinckenroye، نامگذاری:1993BB6) هشت هزار و سیصد و هشتاد و ششمین سیارک کشف شده‌است که در ۲۷ ژانویه ۱۹۹۳ کشف شد.
قدر مطلق سیارک برابر ۱۳٫۴ است.